# چین‌خورده‌دندان
چین‌خورده‌دندان (انگلیسی: Ptyctodus) یک ماهی زره‌دار منقرض‌شده اواخر دوره دوونین بود. چین‌خورده‌دندان متعلق به خانواده چین‌خورده‌دندانان و از رده تخته‌پوستان است. آنها شباهت نزدیکی با موش‌ماهیهای امروزی (درست‌سران) دارند. فسیل‌های این ماهی زره‌پوش در جاهایی مانند روسیه، میشیگان و آریزونا در ایالات متحده یافت شده‌است.
گونه‌های چین‌خورده‌دندان در اندازه‌های مختلفی یافت شده‌اند. داده‌های اندازه‌گیری نشان می‌دهد که سه نمونه یافت شده با ۹۴ میلی‌متر، ۲۴ میلی‌متر، ۲۲ میلی‌متر طول، ۲۳ میلی‌متر، ۶ میلی‌متر، ۴ میلی‌متر ارتفاع و ۱۸ میلی‌متر، ۷ میلی‌متر و ۴ میلی‌متر ضخامت.